# Die Publicisten
Die Publicisten (I pubblicisti) op. 321, è un valzer di Johann Strauss (figlio).
Die Publicisten fu composto da Strauss nel 1868 in occasione del sesto ballo dell'associazione Concordia che si svolse nella Sofienbad-Saal di Vienna il 4 febbraio dello stesso anno.
Il titolo del valzer fa allusione alla stampa viennese, con la quale Strauss mantenne un prolifico rapporto di amicizia e lavoro fin dai tempi di suo padre, Johann Strauss.
Il ballo, che come l'associazione prendeva il suo nome dalla divinità romana della concordia, si tenne per la prima volta nel 1863.